# In The Steps of Romans
In The Steps of Romans o In the footsteps of the Romans (en búlgaro: По стъпките на Риммляните y en español: Tras las huellas de los romanos) es una carrera ciclista por etapas que se celebra en el mes de julio en Bulgaria resaltando el legado romano en dicho país.
La primera edición de corrió en 2019 como parte del UCI Europe Tour bajo la categoría 2.2. La carrera hace parte también de la Copa Doltcini cuyo patrocinador es el fabricante de ropa deportiva búlgaro del mismo nombre.

## Palmarés
| Año  | Ganador                | Segundo         | Tercero                  |
| ---- | ---------------------- | --------------- | ------------------------ |
| 2019 | Polychrónis Tzortzákis | Marko Danilović | Juraj Bellan             |
| 2020 | Norbert Banaszek       | Veljko Stojnić  | Miguel Ángel Ballesteros |
| 2021 | Immanuel Stark         | Paweł Cieślik   | Tobias Nolde             |
| 2022 | Maciej Paterski        | Alexis Guérin   | Ádám Kristóf Karl        |
| 2023 | Filippo Fortin         | Patryk Stosz    | Lukáš Kubiš              |
| 2024 | Alin Toader            | Yordan Petrov   | Mads Schulz Jørgensen    |

## Palmarés por países
| País     | Victorias |
| -------- | --------- |
| Polonia  | 2         |
| Grecia   | 1         |
| Alemania | 1         |
| Italia   | 1         |
| Rumania  | 1         |